# Veszprémi SZC Séf Vendéglátás-Turizmus Technikum és Szakképző Iskola
A Veszprémi Szakképzési Centrum SÉF Vendéglátás-Turizmus Technikum és Szakképző Iskola Veszprém középfokú oktatási intézményeinek egyike.
Az iskola érettségi vizsgával záruló szakközépiskolai képzést, ezenkívül szakiskolai képzést és érettségire épülő szakképzést nyújt jelentkezői számára.

## Az iskoláról
A SÉF Szakképző Iskola alapítása, 2000 óta állami feladatokat ellátó magániskola. Valamennyi képzés államilag finanszírozott. Nappali tagozaton térítésmentes, felnőttképzésben a szakmajegyzék szerinti képzést biztosít a tanulók számára szintén térítésmentesen.
2016. szeptember 1-jén a Veszprémi Szakképzési Centrumhoz csatlakozott.

## Igazgató
- Mayer Gyula (2000–2008)

## Németh Katalin (2008–2009)
- Csizmazia Mária (2008–2015)
- Németh Katalin (2015–2016)
- Mayer Gyula (2016–2021)[2]
- Németh Katalin (2021–2023)[3]
- Végh Dávid (2023–)[4]

## Képzések[5]
Az iskola középiskolai, szakiskolai, valamint érettségire épülő képzést biztosít tanulóinak.

### Technikumi képzés (5 év)
- Turizmus-vendéglátás ágazat: 
  - Vendégtéri szaktechnikus
  - Turisztikai technikus
  - Szakács szaktechnikus
  - Cukrász szaktechnikus
- Kreatív ágazat:
  - Grafikus

### Szakképző iskolai képzés (3 év)
- pincér-vendégtéri szakember
- szakács
- cukrász
- panziós-fogadós

### Érettségire felkészítő képzés (2 év)
- közismereti tantárgyak és idegen nyelv (feltétel: szakképesítést igazoló bizonyítvány)

### Érettségire épülő képzések (2 év)
- Vendégtéri szaktechnikus
- Turisztikai technikus
- Szakács szaktechnikus
- Cukrász szaktechnikus
- Grafikus

Az érettségire épülő képzést sikeresen befejező tanulók sikeres szakmai vizsgájuk után szakképesítést igazoló bizonyítványt kapnak.

### Szakmai továbbképzések
- mixer-bártender

A képzést sikeresen befejező tanulók tanúsítványt kapnak.